# Pettyes varangy
A pettyes varangy (Anaxyrus punctatus) a kétéltűek (Amphibia) osztályának békák (Anura) rendjéhez, ezen belül a varangyfélék (Bufonidae) családjához tartozó faj.

## Előfordulása
Amerikai Egyesült Államok déli részén és Mexikó területén honos.
|  |  |